# Facelis
Facelis Cass. – rodzaj roślin z rodziny astrowatych (Asteraceae). Obejmuje 2 gatunki, występujące naturalnie w Ameryce Południowej.

## Systematyka
Pozycja według APweb (aktualizowany system APG III z 2009)
Jeden z rodzajów plemienia Gnaphalieae z podrodziny Asteroideae w obrębie rodziny astrowatych (Asteraceae) z rzędu astrowców (Asterales) należącego do dwuliściennych właściwych.
Wykaz gatunków
- Facelis plumosa (Wedd.) Sch.Bip.
- Facelis retusa (Lam.) Sch.Bip.